# 蓮生寺公園

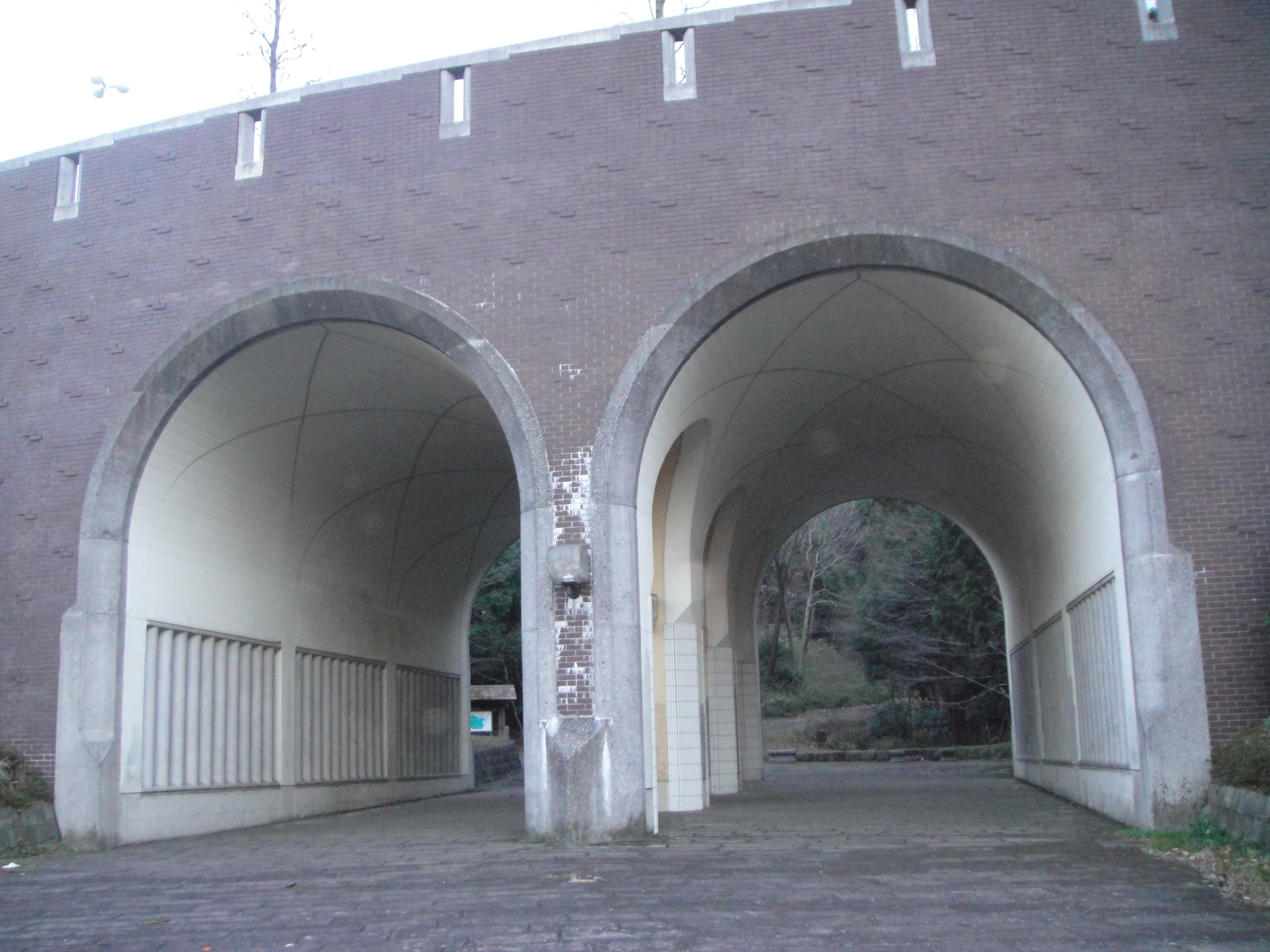
蓮生寺公園のめがね橋

蓮生寺公園（れんしょうじこうえん）は、東京都八王子市別所にある市立公園。

## 概要
蓮生寺公園には造成以前の自然がそのまま残されており、公園の南側には蓮生寺という寺がある。
めがね橋や公園内のさえずり橋が特徴的である。
さえずり橋は湧水を集めた沢に架けられた吊橋である。
沢の周辺にはまむしが出没する注意書きが書かれた看板があり、注意が必要。
また、八王子八十八景に選ばれている。

## 施設
- 門前広場
- ふれあいの丘
- 展望広場
- どんぐりの道
- ふくろうの道
- ひぐらしの道
- 水辺の広場

## 交通
京王相模原線京王堀之内駅から徒歩約10分